# Raumpatrouille
Raumpatrouille – Die phantastischen Abenteuer des Raumschiffes Orion (sovint referit com a Raumschiff Orion, en els nous formats com a Raumpatrouille Orion) és la primera i més famosa sèrie de televisió de ciència-ficció alemanya. Va començar a emetre a partir del 17 de setembre de 1966 quinzenal els dissabtes a la nit després del Tagesschau (noticiari) del canal ARD repartits en set capítols.
Aquesta sèrie en blanc i negre ha esdevingut com a cultura de culte durant dècades després. Va arribar a l'estrena a l'ARD amb una quota d'audiència de fins al 56% i, per tant, va correspondre a un gran èxit. A Aleamanya la sèrie va ser emesa en Das Erste en 1968 i 1975 així com diversos canals regionals de l'ARD, així com el WDR en 1973 i 1987, la NDR Fernsehen, hr-fernsehen i el llavors Südwest 3 i dels canals privats Sat.1 (però per raons legals només cinc episodis) fins a 1999 amb un recompte de 20 repeticions.